# Catherine Lussier
Catherine Lussier (1966) è un'ex sciatrice alpina canadese.

## Biografia
La Lussier debuttò in campo internazionale in occasione dei Mondiali juniores di Sugarloaf 1984 e nel 1992 vinse il titolo  canadese nella combinata; non ottenne piazzamenti in Coppa del Mondo né prese parte a rassegne olimpiche o iridate.

## Palmarès

### Campionati canadesi
- 1 medaglia (dati parziali)[1]:
  - 1 oro (combinata nel 1992)